# Hroznová Lhota
Hroznová Lhota (en allemand : Hrozna Lhotta) est une commune du district de Hodonín, dans la région de Moravie-du-Sud, en Tchéquie. Sa population s'élevait à 1 240 habitants en 2020.

## Géographie
Hroznová Lhota se trouve à 6 km au sud-est de Veselí nad Moravou, à 23 km à l'est-nord-est de Hodonín, à 68 km à l'est-sud-est de Brno et à 252 km à l'est-sud-est de Prague.
La commune est limitée par Kozojídky et Veselí nad Moravou au nord, par Lipov et Tasov à l'est, par Hrubá Vrbka au sud, et par Kněždub et Žeraviny à l'ouest.

## Histoire
La première mention écrite de la localité date de 1447.